# Крапивцов, Владислав Андреевич
Владисла́в Андре́евич Крапивцо́в (укр. Владислав Андрійович Крапивцов; род. 25 июня 2005, Харьков) — украинский футболист, вратарь испанского клуба «Жирона».

## Клубная карьера
Родился 25 июня 2005 года в Харькове, в 2014 году начал футбольную карьеру в академии местного «Металлиста». Затем выступал в ДЮФЛУ за «Днепр» и «Днепр-1». Впервые в заявку «Днепра-1» попал 13 августа 2023 года в ничейном (1:1) выездном матче 3-го тура УПЛ против «Миная». Владислав просидел на скамье запасных все 90 минут. Трижды попадал в заявку «спортклубовцев» на матчи Украинской премьер-лиги, но ни в одном из них на поле так и не появился. В 2024 году после расформирования команды свободным агентом покинул «Днепр-1».
В октябре 2024 года должен был подписать контракт с «Челси», но соглашение сорвалось из-за того, что клуб не смог зарегистрировать ни одного игрока из-за пределов ЕС. В конце октября 2024 года также побывал на просмотре в «Арсенале», а в следующем месяце отправился на просмотр в «Жирону».
12 декабря 2024 года «Жирона» официально объявила о подписании с игроком контракта, рассчитанном до 2029 года. В феврале 2025 года Крапивцов был зарегистрирован в первой команде, где получил футболку с 25-м игровым номером и стал третьим вратарем клуба после Пауло Гассаниги и Хуана Карлоса. Впервые в заявку «Жироны» попал 3 февраля 2025 на победный (2:1) домашний матч 22-го тура Ла Лиги против «Лас-Пальмаса». Крапивцов оставался на скамье запасных в течение всех 90 минут. 2 апреля 2025 года дебютировал за «Жирону» в полуфинале кубка Каталонии в матче против «Андорры».
18 мая 2025 года дебютировал в Ла Лиге в выездном матче против клуба «Реал Сосьедад», провёл весь матч, который закончился победой клуба из Сан-Себастьяна 3:2.

## Карьера в сборной
В футболке молодёжной сборной Украины (до 19 лет) дебютировал 20 марта 2024 года в победном (2:0) матче 7-й группы квалификации молодёжного (U-19) чемпионата Европы против молодёжной сборной Северной Македонии (до 19 лет). Владислав вышел на поле в стартовом составе и отыграл весь матч. Получил вызов в сборную для участия в финальной части молодёжного чемпионата Европы (до 19 лет) 2024 года, где провёл 4 матча.
В футболке молодёжной сборной Украины (до 20 лет) дебютировал 25 марта 2025 года в победном (1:0) товарищеском матче против молодёжной сборной Норвегии (до 20 лет). Крапивцов вышел на поле в стартовом составе и отыграл весь матч.
Также вызывался в расположение молодёжной сборной Украины. Был в заявке на Чемпионат Европы по футболу среди молодёжных команд 2025, но на турнире не сыграл, уступив место в стартовом составе Руслану Нещерету.